# Fornells de la Muntanya
Fornells de la Muntanya és un poblet de muntanya dels Pirineus i entitat de població del municipi de Toses al marge esquerre de la vall del Rigard (vall de Ribes), al nord de la comarca del Ripollès. Actualment hi viuen 31 persones.
El nucli forma part del municipi de Toses junt amb Dòrria, Nevà i Espinosa. Es troba al peu de la collada de Toses. Per damunt del poblet s'escola el torrent del Clot de Tacó, que aboca les seves aigües al riu Rigard (Rigat en alguns mapes).
L'església de sant Martí de Fornells és tradicionalment sufragània de sant Víctor de Dòrria. Aquesta església és romànica d’origen, però engrandida posteriorment, al segle xviii quan l’absis fou suprimit i es va construir una nau més gran. Darrere el presbiteri hi ha la sagristia, adossada, sota el campanar d'espadanya. L’interior i la part de l'exterior és arrebossat.
Fornells de la Muntanya celebra la festa major el 29 de juny, festivitat de Sant Pere, i el 29 setembre la de Sant Miquel.

## Casa-museu del Pastor
Museu ubicat, temporalment, en una sala de Cal Pastor. Està dedicat a la història del pasturatge i reuneix unes 200 peces que inclouen des de xolles d'ovella fins als ferros amb els quals es marca el ramat, la indumentària del pastor i el mobiliari del seu refugi. El Museu del Pastor mostra els elements que formen part de la vida tradicional dels pastors transhumants del Ripollès. S'hi exposen eines, estris i remeis relacionats amb una forma de vida gairebé desapareguda a la vall.
L’origen del museu és la col·lecció personal de Joaquim Gassó, que la va llegar a l’ajuntament. Gassó havia estat pastor transhumant i va aplegar les peces al llarg dels anys. Entre el material exposat destaquen les esquelles que feia un prestigiós artesà de Sant Pere de Torelló, que aconseguia dotar d’una particular sonoritat cada exemplar.
Cal concertar hora prèviament, a la casa de la família Gassó, al nucli de Fornells.